# Ectothiorhodospiraceae
Ectothiorhodospiraceae — родина гамма-протеобактерій порядку пурпурових сірчаних бактерій (Chromatiales).

## Опис
Клітини мають паличкоподібну форму або спіральні. Можуть рухатися за допомогою джгутиків. Трапляються у морському середовищі або в лужних озерах. Надають перевагу анаеробним умовам. Здатні до фотосинтезу. Представники Ectothiorhodospiraceae окислюють сульфіди і сірководень до елементарної сірки, а вивільнену сірку відкладають у вигляді глобул поза клітиною. Там сірка окислюється до сульфатів.